# Накхоннайок
Накхоннайок (тайск. นครนายก) — город в Таиланде, столица одноимённой провинции.

## География
Город находится примерно в 93 км к северо-востоку от центра Бангкока на берегах реки Накхоннайок.

## Население
По состоянию на 2015 год население города составляет 16 129 человека. Плотность населения — 1016 чел/км². Численность женского населения (52,8 %) превышает численность мужского (47,2 %).